# Suzhou Zhongnan Center

Le Suzhou Zhongnan Center (chinois : 苏州中南中心 ; pinyin : sūzhōu zhōngnán zhōngxīn) est un gratte-ciel de 103 étages en construction à Suzhou en Chine . Il devrait culminer à 499 mètres et devenir ainsi l'un des plus hauts gratte-ciel du monde. Le Suzhou Center est situé dans le quartier d'affaires de Suzhou, à l'est du lac Jinji, non loin de la Porte de l'Orient et de la Suzhou Supertower, deux autres tours également en construction dont l'achèvement est respectivement prévu pour 2020 ou plus.
La tour fait partie d'un grand projet de développement urbain, Suzhou Industrial Park : son coût estimé est à 28,5 milliards de yuans, soit environ 3,4 milliards d'euros.
Les architectes sont l'agence d'architecture américaine Gensler et la société chinoise East China Architectural Design & Research Institute basée à Shanghai.

## Construction
La construction a commencé début 2020. Elle est actuellement au point mort. 